# 안상
안상(安瑺)은 조선 선조 때의 음악 이론가이다. 본관은 순흥(順興)이다. 명종 때의 명신(名臣)인 안현(安玹)의 아우이다. 1561년(명종 16년)에 장악원 첨정(僉正)이 되었고, 음악 이론에 밝아 악사(樂師) 홍선종(洪善終), 악공(樂工) 이무금(李無金)과 더불어 만대엽(慢大葉)·정석가(鄭石歌)·사모곡(思母曲) 등 옛음악을 엮어 내었다. 1572년(선조 5년)에 개판(開版)한 것 중 유일본(唯一本)으로 남아 있는데 <금합자보(琴合字譜)> 혹은 <안상금보>라 하며 보물 263호로 지정되었다.

## 같이 보기
- 대한민국 보물 제263호 금보 (악보)